# Kanjuce
Kanjuce je naselje u slovenskoj Općini Štoru. Kanjuce se nalazi u pokrajini Štajerskoj i statističkoj regiji Savinjskoj. 

## Stanovništvo
Prema popisu stanovništva iz 2002. godine naselje je imalo 102 stanovnika.